# Diplazium opacifolium
Diplazium opacifolium là một loài dương xỉ trong họ Athyriaceae. Loài này được Alderw. mô tả khoa học đầu tiên năm 1924.
Danh pháp khoa học của loài này chưa được làm sáng tỏ. 